# Yvetot
Yvetot és un municipi francès situat al departament del Sena Marítim i a la regió de Normandia. L'any 2007 tenia 11.205 habitants.

## Demografia

### Població
El 2007 la població de fet de Yvetot era d'11.205 persones. Hi havia 5.063 famílies de les quals 1.950 eren unipersonals (709 homes vivint sols i 1.241 dones vivint soles), 1.476 parelles sense fills, 1.218 parelles amb fills i 419 famílies monoparentals amb fills.
La població ha evolucionat segons el següent gràfic:
Habitants censats

### Habitatges
El 2007 hi havia 5.373 habitatges, 5.130 eren l'habitatge principal de la família, 38 eren segones residències i 204 estaven desocupats. 2.835 eren cases i 2.466 eren apartaments. Dels 5.130 habitatges principals, 1.923 estaven ocupats pels seus propietaris, 3.074 estaven llogats i ocupats pels llogaters i 133 estaven cedits a títol gratuït; 243 tenien una cambra, 697 en tenien dues, 1.439 en tenien tres, 1.392 en tenien quatre i 1.360 en tenien cinc o més. 3.389 habitatges disposaven pel capbaix d'una plaça de pàrquing. A 2.871 habitatges hi havia un automòbil i a 1.106 n'hi havia dos o més.

### Piràmide de població
La piràmide de població per edats i sexe el 2009 era:
| Homes | Edats   | Dones |
| ----- | ------- | ----- |
| 8     | 95 o +  | 24    |
| 28    | 90 a 94 | 76    |
| 68    | 85 a 89 | 212   |
| 56    | 80 a 84 | 176   |
| 196   | 75 a 79 | 280   |
| 204   | 70 a 74 | 332   |
| 236   | 65 a 69 | 340   |
| 276   | 60 a 64 | 288   |
| 152   | 55 a 59 | 192   |
| 208   | 50 a 54 | 244   |
| 348   | 45 a 49 | 444   |
| 288   | 40 a 44 | 368   |
| 372   | 35 a 39 | 360   |
| 356   | 30 a 34 | 384   |
| 444   | 25 a 29 | 456   |
| 384   | 20 a 24 | 372   |
| 365   | 15 a 19 | 408   |
| 345   | 10 a 14 | 332   |
| 336   | 5 a 9   | 268   |
| 300   | 0 a 4   | 292   |

## Economia
El 2007 la població en edat de treballar era de 7.062 persones, 5.119 eren actives i 1.943 eren inactives. De les 5.119 persones actives 4.510 estaven ocupades (2.500 homes i 2.010 dones) i 609 estaven aturades (233 homes i 376 dones). De les 1.943 persones inactives 565 estaven jubilades, 641 estaven estudiant i 737 estaven classificades com a «altres inactius».

### Ingressos
El 2009 a Yvetot hi havia 5.328 unitats fiscals que integraven 11.255,5 persones, la mediana anual d'ingressos fiscals per persona era de 16.504 €.

### Activitats econòmiques
Dels 739 establiments que hi havia el 2007, 10 eren d'empreses extractives, 20 d'empreses alimentàries, 2 d'empreses de coc i refinatge, 18 d'empreses de fabricació d'altres productes industrials, 42 d'empreses de construcció, 272 d'empreses de comerç i reparació d'automòbils, 17 d'empreses de transport, 44 d'empreses d'hostatgeria i restauració, 11 d'empreses d'informació i comunicació, 43 d'empreses financeres, 27 d'empreses immobiliàries, 79 d'empreses de serveis, 108 d'entitats de l'administració pública i 46 d'empreses classificades com a «altres activitats de serveis».
Dels 129 establiments de servei als particulars que hi havia el 2009, 1 era una oficina d'administració d'Hisenda pública, 2 oficines del servei públic d'ocupació, 1 gendarmeria, 1 oficina de correu, 11 oficines bancàries, 2 funeràries, 6 tallers de reparació d'automòbils i de material agrícola, 1 taller d'inspecció tècnica de vehicles, 2 establiments de lloguer de cotxes, 4 autoescoles, 6 paletes, 7 guixaires pintors, 2 fusteries, 12 lampisteries, 5 electricistes, 2 empreses de construcció, 15 perruqueries, 3 veterinaris, 1 agència de treball temporal, 29 restaurants, 8 agències immobiliàries, 2 tintoreries i 6 salons de bellesa.
Dels 93 establiments comercials que hi havia el 2009, 1 era, 3 supermercats, 2 grans superfícies de material de bricolatge, 2 botiges de menys de 120 m², 13 fleques, 9 carnisseries, 1 una botiga de congelats, 6 llibreries, 20 botigues de roba, 6 botigues d'equipament de la llar, 4 sabateries, 7 botigues d'electrodomèstics, 3 botigues de mobles, 3 botigues de material esportiu, 1 una botiga de material de revestiment de parets i terra, 3 perfumeries, 3 joieries i 6 floristeries.
L'any 2000 a Yvetot hi havia 16 explotacions agrícoles que ocupaven un total de 232 hectàrees.

## Equipaments sanitaris i escolars
El 2009 hi havia 2 hospitals de tractaments de curta durada, 1 hospital de tractaments de mitja durada (seguiment i rehabilitació), 2 psiquiàtrics, 2 centres de salut, 5 farmàcies i 3 ambulàncies.
El 2009 hi havia 3 escoles maternals i 3 escoles elementals. A Yvetot hi havia 2 col·legis d'educació secundària i 2 liceus d'ensenyament general. Als col·legis d'educació secundària hi havia 1.699 alumnes i als liceus d'ensenyament general 1.824.

## Poblacions més properes
El següent diagrama mostra les poblacions més properes.